# Terebellides stroemii
Terebellides stroemii är en ringmaskart som beskrevs av Sars 1835. I den svenska databasen Dyntaxa används istället namnet Terebellides gracilis. Enligt Catalogue of Life ingår Terebellides stroemii i släktet Terebellides och familjen Trichobranchidae, men enligt Dyntaxa är tillhörigheten istället släktet Terebellides och familjen Terebellidae. Arten har ej påträffats i Sverige. Inga underarter finns listade i Catalogue of Life.